# Terry Woods

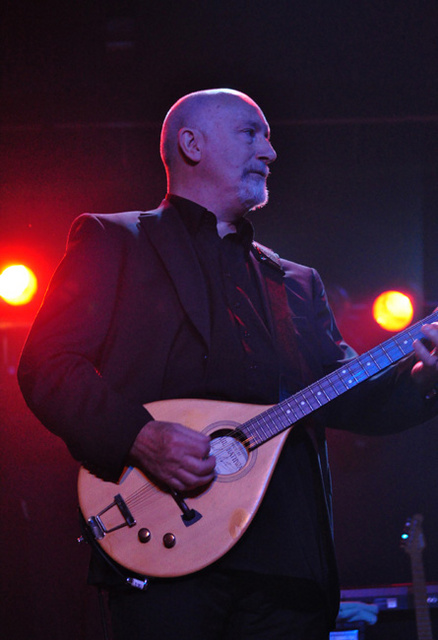
Terry Woods, Milk club, Moskau, 29. August 2010 mit den Pogues (photo: Zuzana Pernicová)

Terrence „Terry“ Woods (* 4. Dezember 1947 in Dublin) ist ein irischer Musiker, spezialisiert auf Mandoline und Zister. Bekannt wurde Woods durch seine Engagements in Gruppen wie The Pogues, Steeleye Span, Sweeney’s Men und Dr. Strangely Strange.

## Biografie
Terry Woods lernte im Alter von 14 Jahren das Banjospiel. In den frühen 1960er Jahren gründete er mit seiner späteren Ehefrau Gabriel „Gay“ Corcoran eine erste Musikgruppe namens The Apprentice Folk, deren Namen sie später auf The Prentice Folk verkürzten.
Terry tourte in Irland unter anderem mit Orphanage, einer Band, in der auch Phil Lynott und Brian Downey mitwirkten, die später Thin Lizzy gründeten. 1967 ersetzte er Joseph „Galway Joe“ Dolan bei Sweeney’s Men, mit denen er zwei Alben einspielte. 1970 waren er und seine 1968 geehelichte Frau Gay Woods vorübergehend Mitglieder von Steeleye Span und wirkten an deren erstem Album mit. Danach gründeten sie The Woods Band. Anfänglich eine Gruppe aus einigen Musikern, engagierten Gay und Terry später die Musiker nur noch für bestimmte Alben oder Tourneen. Sie nannten sich schlicht Gay & Terry Woods.
Terry und Gay ließen sich 1980 scheiden. Gay gründete die irische New-Wave-Gruppe Auto Da Fé. Terry ließ sich in Irland mit seiner neuen Frau Marian und ihren beiden Kindern nieder. Nach fast fünfjähriger Musikpause kontaktierte ihn Frank Murray, um ihn für die Pogues zu werben. Nach anfänglichen Unstimmigkeiten wurde Terry 1985 fester Bestandteil der Band und blieb dies fast 10 Jahre, ehe er die Pogues nach dem Erscheinen des Albums Waiting for Herb verließ und mit Ron Kavana die Gruppe The Bucks gründete.
Ron und Terry hatten schon früher gemeinsam Musikstücke geschrieben, darunter den Titel Young Ned of the Hill, der 1989 auf dem Pogues-Album Peace and Love erschien. Terry war Bestandteil von Rons Wohltätigkeitsalbum For the Children, an dem zahlreiche irische Musiker (u. a. Ex-Pogue Philip Chevron) mitwirkten. Nach dem ersten Album verließ Ron The Bucks, der Bandname wurde jedoch von Terry weiterverwendet.
2001 begann Terry Woods mit Dave Brown unter dem Namen The Woods Band (den er schon in den frühen 1970ern mit seiner Frau nutzte) zu produzieren und auf Tour zu gehen. Ebenfalls seit 2001 tourt Woods auch wieder regelmäßig mit den Pogues.
Die Musik der neuen Woods-Band ist ein Mix aus alten und neuen irischen Liedern. Das ältere Material beinhaltet Titel wie The Irish Rover (The Pogues), Waxies Dargle (Sweeney’s Men), Thousands Are Sailing (The Pogues), Finnegans Wake (The Dubliners) oder The Spanish Lady, Diecey Riley und South Australia. Das neuere Material wurde hauptsächlich von Terry in ähnlichem Stil geschrieben.

## Diskografie (Alben)

### Sweeney’s Men
- 1968: Sweeney’s Men (Transatlantic)
- 1969: The Tracks of Sweeney

### Steeleye Span
- 1970: Hark! The Village Wait (Crest)

### The Woods Band
- 1971: The Woods Band (Edsel)
- 2002: Music From The Four Corners Of Hell

### Gay & Terry Woods
- 1975: Backwoods (Polydor)
- 1976: Renowned (Polydor)
- 1976: The Time is Right (Polydor)
- 1978: Tender Hooks (Rockburgh)

### The Pogues
- 1988: If I Should Fall From Grace With God (Warner)
- 1989: Peace And Love (Warner)
- 1990: Hell’s Ditch (Warner)
- 1993: Waiting for Herb (Warner)

### Ron Kavana
- 1991: Home Fire (Green Linnet)

### The Bucks
- 1994: Dancin’ To The Ceili Band (Warner)